# 貞觀律
《貞觀律》，是唐朝太宗貞觀年间制定并颁布的律文。

## 特点
唐太宗命房玄齡、長孫無忌、杜如晦等著手編修舊制唐律，並採用魏徵所建議的仁恩原則，於貞觀十一年（637年）正月颁布法律五百條，分為十二卷：名例、衛禁、職制、戶婚、廄庫、擅興、賊盜、鬥訟、詐偽、雜律、捕亡、斷獄。罪行二十級：笞刑五條、杖刑五條，各十為差；徒刑五條，半年為差；流刑三條，五百里為差；死刑二條。史称《貞觀律》比起隋朝舊律明顯慎刑許多。
《贞观律》虽仍以隋《开皇律》为蓝本，但较《武德律》则作了进一步的改进。